# 마셜 터커 밴드
마셜 터커 밴드(The Marshall Tucker Band)는 미국의 컨트리 밴드이다.